# INNO
INNO est une chaîne belge de grands magasins dont l'origine remonte à la fin du XIXe siècle à Bruxelles. Elle est détenue depuis juillet 2024 par les groupes Axcent of Scandinavia et SKEL fjárfestingafélag. Elle possède 16 enseignes dans les villes de Belgique : Anvers, Bruges, Bruxelles (4), Charleroi, Gand, Hasselt, Liège, Louvain, Malines, Namur, Ostende, Saint-Nicolas et Schoten ainsi qu'un site de commerce en ligne. La société a été membre de l'Association Internationale des Grands Magasins de 1928 à 2001.

## Histoire
En 1897, Julien Bernheim ouvre, en association avec trois de ses beaux-frères de la famille Meyer, le magasin À l'Innovation (de) rue Neuve à Bruxelles. En 1900, un nouveau magasin est ouvert chaussée d’Ixelles. En 1903, un nouveau bâtiment, conçu par Victor Horta, est construit pour le magasin de la rue Neuve.
En 1933, la société L’Innovation est créée et ouvre les Magasins Priba sur la rue de Laeken, à l’emplacement des anciennes halles.
En 1951, la nouvelle construction du magasin À l'Innovation est inauguré au boulevard Joseph Tirou, nouvellement ouvert à Charleroi. Auparavant, il était ouvert en bord de Sambre (soit au même endroit) depuis 1900. Il englobe désormais les anciens magasins La Vierge noire.
Le 22 mai 1967, un incendie détruit le magasin de la rue Neuve et fait 251 morts dont 67 membres du personnel, ainsi que 70 disparus (les chiffres varient légèrement suivant les sources).
En 1969, Innovation et la compagnie Bon Marché fusionnent pour créer Inno-BM, et en 1974 GB Entreprises fusionne avec celle-ci pour créer GB-Inno-BM.
Début des années 1980, à Liège, l'Innovation déménage de Féronstrée-Potiérue pour s'installer place de la République française dans ce qui deviendra début des années 2000 les Galeries St-Lambert.
En juin 2001, Galeria Kaufhof rachète les parts de Inno et renomme les magasins « Galeria Inno », le 24 septembre 2004.
En avril 2021, les magasins sont renommés « INNO » avec un nouveau logo. Au mois de novembre de la même année, les magasins INNO situés au Galeries St-Lambert sont entièrement rénovés.
En juin 2024, INNO est rachetée par les groupes Axcent of Scandinavia et Skel, succédant à GKK et à la Wiener Stadtische Versicherung.